# 스크라이버스
스크라이버스(Scribus)는 오픈 소스 탁상 출판 프로그램으로 윈도우, 맥 OS, 리눅스 등 다양한 운영 체제에서 사용 가능하다. 스크라이버스는 쉬운 지면 배열, 조판 및 전문적인 이미지 설정 장비에 맞게 파일을 만드는 기능을 위해 설계되어 있다. 신문, 포스터, 책 등을 만드는 데 사용된다. 스크라이버스는 쿼크익스프레스와 인디자인 등의 상용 프로그램에 비해 광범위한 지면 배치 기능으로 잘 알려져 있다. 스크라이버스 고유의 파일 형식은 .SLA이며 PDF, EPS 및 SVG 형식으로도 저장할 수 있다.

## 응용
스크라이버스는 텍스트와 그래픽 그리고 이미지를 최종적으로 한데 모아 편집하여 출판하는 프로그램으로 유용하다.
벡터 드로잉 그래픽 프로그램이라고 부르는 삽화 또는 일러스트레이션용 프로그램에서 그래픽이 만들어진다.
그리고 디지털 사진 파일등의 이미지를 편집하는 이미지 편집 프로그램은 수정되거나 가공된 이미지를 만든다.
이렇게 만들어진 그래픽과 이미지는 최종적으로 스크라이버스에서 텍스트와 함께 포스터나 인쇄물을 제작하는데 사용된다.

## 사용 예
그래픽제작 프로그램 잉크스케이프로 심볼이나 로고 등 벡터작업등을 통해서 일러스트 그래픽을 생성한다.
이미지편집 프로그램인 김프에서 픽셀작업등을 통해서 이미지를 편집한다.
최종적으로 위에서 생성된 그래픽과 편집된 이미지를 스크라이버스에서 불러들여와 출력 레이아웃을 조정하여(또는 텍스트 추가) 출력물을 얻는다.
이러한 전문적인 조판작업 및 출판프로그램은 포스터, 책표지 등을 만드는데 효과적인 것으로 잘 알려져 있다.

## 특수기능
책표지 등 제작시 내장된 바코드 생성 기능이 효율적이다.

## 같이 보기
- 쿽 익스프레스
- 페이지메이커
- 어도비 인디자인